# Women's National Basketball Association 2014
La Women's National Basketball Association 2014 è stata la diciottesima edizione della lega professionistica statunitense.
Vi partecipavano dodici franchigie, divise in due conference. Al termine della stagione regolare (34 gare), le prime quattro di ogni raggruppamento si giocavano in semifinali e finali il titolo della conference; le due vincenti giocavano la finale WNBA.
Il titolo è stato conquistato per la terza volta dalle Phoenix Mercury. La Most Valuable Player è stata Maya Moore delle Minnesota Lynx.

## Stagione regolare

### Eastern Conference
|  |    | Classifica finale 2014 | Pt | G  | V  | P  | PtF | PtS |
|  | -- | ---------------------- | -- | -- | -- | -- | --- | --- |
|  | 1. | Atlanta Dream          | -  | 34 | 19 | 15 | -   | -   |
|  | 2. | Indiana Fever          | -  | 34 | 16 | 18 | -   | -   |
|  | 3. | Washington Mystics     | -  | 34 | 16 | 18 | -   | -   |
|  | 4. | Chicago Sky            | -  | 34 | 15 | 19 | -   | -   |
|  | 5. | New York Liberty       | -  | 34 | 15 | 19 | -   | -   |
|  | 6. | Connecticut Sun        | -  | 34 | 13 | 21 | -   | -   |

### Western Conference
|  |    | Classifica finale 2014 | Pt | G  | V  | P  | PtF | PtS |
|  | -- | ---------------------- | -- | -- | -- | -- | --- | --- |
|  | 1. | Phoenix Mercury        | -  | 34 | 29 | 5  | -   | -   |
|  | 2. | Minnesota Lynx         | -  | 34 | 25 | 9  | -   | -   |
|  | 3. | San Antonio Stars      | -  | 34 | 16 | 18 | -   | -   |
|  | 4. | Los Angeles Sparks     | -  | 34 | 16 | 18 | -   | -   |
|  | 5. | Tulsa Shock            | -  | 34 | 12 | 22 | -   | -   |
|  | 6. | Seattle Storm          | -  | 34 | 12 | 22 | -   | -   |

## Play-off
|  | Semifinali Conference | Semifinali Conference | Semifinali Conference | Semifinali Conference | Semifinali Conference |    |                 | Finali Conference | Finali Conference | Finali Conference | Finali Conference | Finali Conference |  |  | Finali WNBA | Finali WNBA | Finali WNBA | Finali WNBA | Finali WNBA | Finali WNBA | Finali WNBA |
|  |                       |                       |                       |                       |                       |    |                 |                   |                   |                   |                   |                   |  |  |             |             |             |             |             |             |             |
|  | 1EC                   | Atlanta Dream         | 77                    | 92                    | 80                    |    |                 |                   |                   |                   |                   |                   |  |  |             |             |             |             |             |             |             |
|  | 4EC                   | Chicago Sky           | 80                    | 83                    | 81                    |    |                 |                   |                   |                   |                   |                   |  |  |             |             |             |             |             |             |             |
|  | 4EC                   | Chicago Sky           | 80                    | 83                    | 81                    |    |                 | Chicago Sky       | 70                | 86                | 75                |                   |  |  |             |             |             |             |             |             |             |
|  |                       |                       |                       |                       |                       |    |                 | Chicago Sky       | 70                | 86                | 75                |                   |  |  |             |             |             |             |             |             |             |
|  |                       |                       | Indiana Fever         | 77                    | 84                    | 62 |                 |                   |                   |                   |                   |                   |  |  |             |             |             |             |             |             |             |
|  | 2EC                   | Indiana Fever         | Indiana Fever         | 77                    | 84                    | 62 | 78              | 81                |                   |                   |                   |                   |  |  |             |             |             |             |             |             |             |
|  | 2EC                   | Indiana Fever         |                       |                       |                       |    | 78              | 81                |                   |                   |                   |                   |  |  |             |             |             |             |             |             |             |
|  | 3EC                   | Wash. Mystics         | 73                    | 76                    |                       |    |                 |                   |                   |                   |                   |                   |  |  |             |             |             |             |             |             |             |
|  |                       |                       |                       |                       |                       |    |                 |                   |                   |                   |                   |                   |  |  |             | Chicago Sky | 62          | 68          | 82          |             |             |
|  |                       |                       |                       | Phoenix Mercury       | 83                    | 97 | 87              |                   |                   |                   |                   |                   |  |  |             |             |             |             |             |             |             |
|  | 1WC                   | Phoenix Mercury       | 75                    | 93                    |                       |    |                 |                   |                   |                   |                   |                   |  |  |             |             |             |             |             |             |             |
|  | 4WC                   | L.A. Sparks           | 72                    | 68                    |                       |    |                 |                   |                   |                   |                   |                   |  |  |             |             |             |             |             |             |             |
|  | 4WC                   | L.A. Sparks           | 72                    | 68                    |                       |    | Phoenix Mercury | 85                | 77                | 96                |                   |                   |  |  |             |             |             |             |             |             |             |
|  |                       |                       |                       |                       |                       |    | Phoenix Mercury | 85                | 77                | 96                |                   |                   |  |  |             |             |             |             |             |             |             |
|  |                       |                       | Minnesota Lynx        | 71                    | 82                    | 78 |                 |                   |                   |                   |                   |                   |  |  |             |             |             |             |             |             |             |
|  | 2WC                   | Minnesota Lynx        | Minnesota Lynx        | 71                    | 82                    | 78 | 88              | 94                |                   |                   |                   |                   |  |  |             |             |             |             |             |             |             |
|  | 2WC                   | Minnesota Lynx        |                       |                       |                       |    | 88              | 94                |                   |                   |                   |                   |  |  |             |             |             |             |             |             |             |
|  | 3WC                   | San Antonio Stars     | 84                    | 89                    |                       |    |                 |                   |                   |                   |                   |                   |  |  |             |             |             |             |             |             |             |

## Vincitore
| Campione WNBA 2014          |
| --------------------------- |
| Phoenix Mercury (3º titolo) |

## Statistiche
| Categoria             | Giocatore            | Squadra           | Stat  |
| --------------------- | -------------------- | ----------------- | ----- |
| Punti per gara        | Maya Moore           | Minnesota Lynx    | 23,9  |
| Rimbalzi per gara     | Courtney Paris       | Tulsa Shock       | 10,2  |
| Assist per gara       | Courtney Vandersloot | Chicago Sky       | 5,6   |
| Palle rubate per gara | Angel McCoughtry     | Atlanta Dream     | 2,4   |
| Stoppate per gara     | Brittney Griner      | Phoenix Mercury   | 3,8   |
| FG%                   | Erlana Larkins       | Indiana Fever     | 59,9  |
| FT%                   | Becky Hammon         | San Antonio Stars | 100,0 |
| 3FG%                  | Erin Phillips        | Phoenix Mercury   | 44,9  |

## Premi WNBA
- WNBA Most Valuable Player: Maya Moore, Minnesota Lynx
- WNBA Defensive Player of the Year: Brittney Griner, Phoenix Mercury
- WNBA Coach of the Year: Sandy Brondello, Phoenix Mercury
- WNBA Rookie of the Year: Chiney Ogwumike, Connecticut Sun
- WNBA Most Improved Player: Skylar Diggins, Tulsa Shock
- WNBA Sixth Woman of the Year: Allie Quigley, Chicago Sky
- WNBA Finals Most Valuable Player: Diana Taurasi, Phoenix Mercury
- All-WNBA First Team:
  - Skylar Diggins, Tulsa Shock
  - Diana Taurasi, Phoenix Mercury
  - Maya Moore, Minnesota Lynx
  - Candace Parker, Los Angeles Sparks
  - Brittney Griner, Phoenix Mercury
- All-WNBA Second Team:
  - Danielle Robinson, San Antonio Stars
  - Lindsay Whalen, Minnesota Lynx
  - Seimone Augustus, Minnesota Lynx
  - Angel McCoughtry, Atlanta Dream
  - Nneka Ogwumike, Los Angeles Sparks
  - Tina Charles, New York Liberty
- WNBA All-Defensive First Team:
  - Briann January, Indiana Fever
  - Tanisha Wright, Seattle Storm
  - Angel McCoughtry, Atlanta Dream
  - Sancho Lyttle, Atlanta Dream
  - Brittney Griner, Phoenix Mercury
- WNBA All-Defensive Second Team:
  - Danielle Robinson, San Antonio Stars
  - Alana Beard, Los Angeles Sparks
  - Maya Moore, Minnesota Lynx
  - Tamika Catchings, Indiana Fever
  - Sylvia Fowles, Chicago Sky
- WNBA All-Rookie First Team:
  - Odyssey Sims, Tulsa Shock
  - Bria Hartley, Washington Mystics
  - Kayla McBride, San Antonio Stars
  - Alyssa Thomas, Connecticut Sun
  - Chiney Ogwumike, Connecticut Sun